# Ламарки
Ламарките (на немски: Haus Mark, Marck, von der Mark) са немска благородническа фамилия, която управлявала Графство Марк в Рурската област. Те са линия на графовете на Берг и Графство Алтена.
Графовете на Марк през Средновековието са много могъщи и влиятелни вестфалски регенти в Свещената Римска империя.

#### Графове на Марк
- 1198–1249 Адолф I
- 1249–1277 Енгелберт I
- 1277–1308 Еберхард II
- 1308–1328 Енгелберт II
- 1328–1346 Адолф II
- 1346–1391 Енгелберт III

През 1682 г. курпринц Фридрих I от Прусия има претенции да притежава графството Марк като поставя герба на графството в залата на гербовете в двореца Кьопеник.
Двете незаконни деца на пруския крал Фридрих Вилхелм II имат титлата граф на Марк:
- Мариана фон Марк
- Александър фон Марк

## ЛинияДом Аренберг
- Еберхард I, граф на Марк-Аренберг 1378

## Линия господини на Седан/Херцогство Буйон
- Роберт I дьо Ла Марк († 1487 или 1489)
- Роберт III дьо Ла Марк († 1536) e маршал на Франция
- Роберт IV дьо Ла Марк маршал на Франция

### Линия господини от Лумен
- Вилхелм I фон Марк († 1483), Белгия

## Линия Клеве
- Адолф III фон Марк, от 1368 граф на Клеве и от 1391 регент на Графство Марк
- Дитрих II фон Марк, 1393 граф на граф на Марк
- Адолф II (Клеве-Марк), 1417 първият херцог на Клеве, от 1394 година като Адолф IV граф на Марк

- Йохан III фон Юлих-Клеве-Берг- първи херцог на Юлих-Клеве-Берг
- Вилхелм Богатия втори херцог на Юлих-Клеве-Берг
- Йохан Вилхелм трети херцог на Юлих-Клеве-Берг